# Akbar Al Baker
Akbar Al Baker (arabe : اكبر الباكر), né en 1962 à Doha[réf. souhaitée], gère le développement de l'aéroport international Hamad.

## Biographie

### Formation
Akbar Al Baker est diplômé en économie et commerce. Il est également titulaire d'une licence de pilote.

### Carrière
En 1997, Akbar Al Baker devient le nouveau président-directeur général de Qatar Airways.
En juin 2016, al Baker est remplacée par Hessa al-Jaber au conseil de contrôle de Volkswagen,.
En octobre 2023, Akbar Al Baker a décidé de quitter ses fonctions de président de Qatar Airways après être resté 25 ans dans la compagnie.

## Prix et récompenses
- Fait Chevalier de la Légion d’honneur en 2004 par Gilles de Robien, Ministre des transports de l’époque, Akbar al-Baker a été élevé au grade d’Officier[5] par François Hollande lors d’une cérémonie tenue le 5 juin 2015 dans le Salon des ambassadeurs de l’Élysée[6].